# Protocubismo
Il protocubismo, detto anche cubismo formativo, è la fase iniziale del cubismo sviluppatasi e conclusasi tra il 1907 e il 1909. È il più breve dei tre periodi del cubismo. In questo periodo gli artisti semplificano geometricamente le forme portandole a puri volumi (vedi arte africana). Gli oggetti iniziano ad acquistare una morfologia cubica, con divaricazione netta tra le facce in luce e le facce in ombra; essi sono esibiti in primo piano con uno zoom assumendo un carattere macroscopico che tende ad annullare il valore dello sfondo.
I soggetti sono prevalentemente paesaggi, nature morte, figure. I colori sono caldi, tendenti al legno, utilizzati in gamme monocromatiche che variano da dipinto a dipinto.
Noto esempio di protocubismo è il celeberrimo Les demoiselles d'Avignon, di Pablo Picasso, vero e proprio precursore del genere.